# Encarsia perbella
Encarsia perbella är en stekelart som först beskrevs av Girault 1920.  Encarsia perbella ingår i släktet Encarsia och familjen växtlussteklar. Inga underarter finns listade i Catalogue of Life.